# Brokenhearted (Gabry Ponte e Train)
Brokenhearted è un singolo del disc jockey e produttore italiano Gabry Ponte e del gruppo musicale statunitense Train, pubblicato il 23 maggio 2025.

## Tracce
Testi e musiche di Gabry Ponte, Joseph Killington, Pat Monahan, Oliver John Marland e Tomasz Jerzy Zalezny.
1. Brokenhearted – 2:32

## Formazione
- Gabry Ponte – produzione, tastiere
- Train – voce
- Andrea Di Gregorio – tastiere, produzione
- Giacomo Uber – tastiere, produzione
- Dipsy – produzione, tastiere
- Matt Musty – voci di sottofondo
- Pat Monahan – voce
- OJM – voci di sottofondo
- Tomasz Jerzy Zalezny – chitarra